# Huis van Bewaring II (Amstelveenseweg)
Het Huis van Bewaring II bij de Amstelveenseweg (Havenstraat 6) in Amsterdam-Zuid was een strafgevangenis uit 1890. Bij de bouw lag de gevangenis buiten de stad in de hier nog landelijke gemeente Nieuwer-Amstel. Omstreeks 1910 kwam het binnen de stedelijke omgeving te liggen.
Het complex werd in 1940 (vóór de Duitse inval) omgedoopt tot een Huis van Bewaring. Dit gebeurde omdat het Huis van Bewaring I (Weteringschans) bij het Kleine-Gartmanplantsoen al jaren met een tekort aan capaciteit kampte. Er kwam ook een derde plek: het Huis van Bewaring III in het Lloyd Hotel.

## Tijdens de Tweede Wereldoorlog
Nadat Anne Frank en haar familie worden opgepakt en naar het Huis van Bewaring aan de Weteringschans worden gebracht, worden ook twee helpers van de onderduikers gepakt: Johannes Kleiman en Victor Kugler. Zij worden naar Huis van Bewaring II (Amstelveenseweg) gebracht en houden onderling contact door op de verwarmingsbuizen te kloppen en door briefjes uit te wisselen tijdens het luchten. Beide mannen overleefden de oorlog.
Tineke Guilonard werd op 17 september 1943 gearresteerd en zat enkele maanden in een isolatiecel in dit Huis van Bewaring. Hannie Schaft zat er toen zij op 17 april 1945 werd opgehaald om in de duinen bij Bloemendaal te worden geëxecuteerd. De SD dreigde aanvankelijk Hannie Schaft op de binnenplaats van de gevangenis aan de Amstelveenseweg te zullen fusilleren.

## Na 1945
Ná 1945 bleef het ruimtegebrek bestaan. In 1952 plande Justitie dan ook een nieuwe vleugel langs de Amstelveenseweg. De Gemeente Amsterdam was het hier niet mee eens en stelde voor om Justitie een stuk grond aan te bieden aan de rand van de stad. In ruil daarvoor wilde de gemeente de gebouwen en terreinen van de Huizen van Bewaring en het Kantongerecht (aan de Havenstraat en het Kleine-Gartmanplantsoen) hebben. Vanaf 1956 werd een commissie ingesteld om de voorstellen van de gemeente nader onder de loep te nemen.
In 1960 werd er een oplossing gevonden. Justitie kreeg een terrein van 7,5 hectare aangeboden in  Overamstel. Hier werd de Bijlmerbajes (officieel: Penitentiaire Inrichtingen Over-Amstel) gebouwd.
Het Huis van Bewaring II verloor zijn functie in 1978 na ingebruikname van de Bijlmerbajes, maar werd in 1987 na een verbouwing opnieuw in gebruik genomen. De reden hiervan was het cellentekort dat inmiddels was ontstaan. Per 1 oktober 2013 is het complex aan de Havenstraat wegens bezuinigingen opnieuw gesloten.
De buitenopnames voor de televisieserie Vrouwenvleugel werden hier opgenomen. Van september 2015 tot juli 2016 is het gebouw gebruikt als noodopvang voor asielzoekers.

## The British School
In maart 2017 is het complex verkocht aan 'The British School'. Deze heeft het gebouw grondig verbouwd. Enkele onderdelen werden gesloopt en er is nieuwbouw bijgekomen. Maar een groot gedeelte van de historische gebouwen is blijven bestaan. De verbouwing was in 2021 gereed. Er is plaats voor bijna duizend leerlingen. De school werd op 21 april 2021 in gebruik genomen.